# Караева, Асият Исмаиловна
Асия́т Исмаи́ловна Кара́ева (1922―2006) ― советский карачаевский учёный, кандидат филологических наук, педагог, основоположница карачаевского литературоведения и литературной критики, член Союза писателей СССР, Заслуженный деятель науки Карачаево-Черкесской Республики.

## Биография
Родилась 21 марта 1922 года в ауле Верхняя Теберда, Карачаево-Черкесская автономная область, РСФСР. Её отец Исмаил Байкулов был первым председателем суда Карачаевской автономной области, был репрессирован в 1937 году.
В 1940 году Асият поступила в Московский институт философии и литературы (МИФЛИ). Но после начала Великой Отечественной войны ей пришлось оставить учебу и вернуться на родину, здесь она продолжила учебу в педагогическом институте города Карачаевск. В ноябре 1943 года вместе с карачаевским народом была депортирована в Среднюю Азию. Здесь Асият поступила в Киргизский педагогический институт и в 1946 году закончила факультет русского языка и литературы с отличием. После этого работала учительницей русского языка и литературы в одной из средних школ во Фрунзе, потом преподавала в заочном пединституте русскую советскую литературу. 
Вернувшись на родину в 1957 году работает сначала в Научно-исследовательском институте, затем в Карачаево-Черкесском государственном педагогическом институте, исполняя обязанности заведующей  кафедрой языка и литературы.
С 1958 по 1961 год Караева учится в аспирантуре ИМЛИ имени А. М. Горького АН СССР, где защищает кандидатскую диссертацию на тему «Становление карачаевской литературы». 
В 1966 году в издательстве «Наука» выходит из печати монография «Очерк истории карачаевской литературы». Такое издание, в котором вышел очерк истории карачаевской литературы предполагалось только для литератур народов союзных республик – узбекской, казахской, азербайджанской и т.д.  Для «Очерка истории карачаевской литературы» в силу его уникальности и академичности было сделано исключение. Книга стала библиографической редкостью. В ней Караева собрала, проанализировала и выстроила в единую цельную картину газетные и журнальные публикации, фольклорные материалы, заметки путешественников, труды просветителей, художественные издания с конца  XIX века и до 60-х годов XX века, официальные документы и исторические факты.  Фактически, была воссоздана  духовная и общественная жизнь  Карачая почти за век. Академик Георгий Ломидзе, известный литературовед, так сказал об этой работе: 

«Работа А.И. Караевой привлекает глубоким знанием материала, серьезными научными обобщениями на основе конкретных фактов литературного процесса, тонким эстетическим анализом произведений устного народного творчества и литературы».— 
В 1962 году назначена заместителем директора по науке Карачаево-Черкесского научно-исследовательского института и работает на этом посту до 1978 года. Затем продолжила работу сотрудником сектора литературы до 1989 года. С 1962 по 1978 год, при её активном участи,  учёными НИИ были подготовлены и опубликованы такие фундаментальные научные труды  как «Очерки истории Карачаево-Черкесии» в 2 томах – 1972 г., историко-этнографический очерк «Карачаевцы» – 1978 г.,  Русско-карачаево-балкарский  словарь  – 1965г.,  монография В.П.Невской  «Карачай в пореформенный период»  –  1965 г., монография Х.Биджиева «Хумаринское городище» и многие другие.
В 1979 году в издательстве «Наука» выходит другая книга Караевой «Обретение художественности», где на материале литератур карачаевцев и балкарцев и других народов СССР прослеживается влияние темы Великой Отечественной войны на формирование жанров и искусства реализма  в словесности этих народов.
Караева участвовала во многих научных симпозиумах в СССР и за рубежом. В 1987 году была приглашена в Висконсинский университет (США), где приняла участие в работе 3-го Международного Конгресса по проблемам Центральной Азии и Кавказа («Общество, история, культура»), здесь выступила с докладом «От фольклора к письменной литературе». Её книги находятся в библиотеке Конгресса США, в Немецкой национальной библиотек (Германия), в Норвегии, где жил и работал учёный Альф Граннес, с которым ее связывала многолетняя дружеская переписка, общие профессиональные интересы. 
Асият Караева за долгие годы своей научной и педагогической деятельности выступала и как выдающийся учёный, и как настоящий организатор науки и, внёсший значительный вклад не только в развитии литературоведения, но и в общем в развитии науки и культуры Карачаево-Черкесии.